# Who We Be
"Who We Be" é uma canção do rapper americano DMX e foi lançada como o terceiro single de seu quarto álbum de estúdio The Great Depression. A canção foi nomeada para o Grammy Award de Melhor Performance Solo de Rap, mas perdeu para "Get Ur Freak On", de Missy Elliott. A canção tocou no filme de 2004 Head of State, na cena onde Chris Rock quer fazer sua campanha do seu jeito.

## Informação da canção

### Produção
DMX faz um rap na canção, a canção é sobre a divisão e separação de negros nos Estados Unidos, com DMX falando para o ouvinte os problemas que os negros enfrentam assim como as várias coisas que as pessoas acham deles mas não entendem quem eles são.

### Videoclipe
O clipe foi dirigido por Joseph Kahn.

## Lista de faixas
Europe 12-inch single 33 ⅓ RPM 
1. A1 "Who We Be" (LP Version)
2. B1 "Who We Be" (Radio Edit)
3. B2 "Who We Be" (Instrumental)

US 12-inch single
1. A1 "Who We Be" (Radio Edit)
2. A2 "Who We Be" (Album Version)
3. B1 "Who We Be" (Instrumental)
4. B2 "Who We Be" (Acapella)

United Kingdom CD/maxi single
1. "Who We Be" (Radio Edit) – 4:19
2. "We Right Here" (Radio Edit) – 4:02
3. "Who We Be" (Explicit Version) – 4:48
4. "We Right Here" (Explicit Version) – 4:31

United Kingdom enhanced CD single
Tracklisting:
1. "Who We Be" (LP Version) – 4:48
2. "Who We Be" (Radio Edit) – 4:26
3. "We Right Here" (LP Version) – 4:28
4. Video - "Who We Be"